# 裴茙
裴茙（？—762年），唐朝官员。出自河东裴氏，裴行方的玄孙，裴履昭的曾孙，裴务之孙，裴裔之子。
裴茙，以门荫入仕，官至京兆府司录参军。来瑱镇陕州，担任为判官；来瑱镇襄州，裴茙为行军司马，来瑱待他优厚。来瑱淮西之败，逗留不行，裴茙密表上奏。朝廷密诏裴茙代瑱为襄州刺史，充防御使。裴茙镇谷城，受命，率麾下二千人赴襄阳。来瑱奉诏复任，在江津等待他。裴茙声言入朝，见到来瑱，两军交战，裴茙惨败，士卒死伤殆尽。裴茙回到谷城旧营，被来瑱所擒。朝廷归罪于裴茙。宝应元年七月，将他除名，长流费州，至蓝田驿，赐自尽。